# Mark Snow
Mark Snow (născut Martin Fulterman, n. 26 august 1946, New York City, New York, SUA – d. 4 iulie 2025, Connecticut, SUA) a fost un compozitor american de muzică de film și televiziune. Este cel mai notabil pentru crearea unor coloane sonore pentru seriale TV.

## Biografie
Mark Snow a crescut în Brooklyn. A absolvit High School of Music and Art (1964) și apoi Juilliard School of Music. Este co-fondator al New York Rock & Roll Ensemble.
Snow s-a căsătorit cu Glynn Daly în 1967. Ei au trei copii. Glynn este sora actriței Tyne Daly și a actorului Tim Daly.

## Teme seriale TV
Snow a compus tema principală a mai multor seriale TV populare:
- Smallville (2001-2006) +
- Wonder Pets (2007)
- Ghost Whisperer (2005—2010) +
- The Lone Gunmen (toate episoadele; 2001) +
- Urban Assault (VG) (1998)
- La Femme Nikita (1997–2001)
- The Guardian (serial TV) (2001-?)
- Millennium (all episodes; 1996–99) +
- Nowhere Man (1995) +
- The X-Files  +[6] (1993–2002)
- Hart to Hart (1979–84)
- The War Widow (1976)